# Tonsystem
Tonsystem är en systematiserat samband mellan tonhöjder som brukas inom en musikkultur.
Elementen i ett tonsystem kallas tonplatser, exempelvis ettstrukna a i det västerländska tonsystemet. Förhållandet mellan tonplatserna bestäms av deras inbördes intervallrelationer, som oftast kan beskrivas genom en skala inom en oktav. Således beskriver en kromatisk skala det västerländska tonsystemet som helhet, genom att varje tonplats i skalan kan transponeras till alla brukbara oktaver. Tonsystem med färre element kan exempelvis beskrivas av diatoniska eller pentatoniska skalor.